# NGC 30
NGC 30 – gwiazda podwójna znajdująca się w gwiazdozbiorze Pegaza. 30 października 1864 roku Albert Marth błędnie skatalogował ją jako obiekt mgławicowy (a dokładniej – „zamgloną gwiazdę”) i z tego też powodu znalazła się w katalogu obiektów mgławicowych (NGC) Johna Dreyera.